# Hermann Reinholz
Hermann Alexander Reinholz (* 1. Mai 1924 in Egstedt; † 7. Oktober 1967 in Saarburg) war ein deutscher Jurist und Politiker (CDU).

## Leben und Beruf
Nach dem Abitur 1942 wurde Reinholz zur Wehrmacht eingezogen und nahm bis 1945 als Soldat am Zweiten Weltkrieg teil. Bei Kriegsende geriet er in US-amerikanische Gefangenschaft. Nach seiner Entlassung aus der Kriegsgefangenschaft arbeitete er übergangsweise als Bauhilfsarbeiter, Maurer, technischer Zeichner und Buchhalter.
Reinholz studierte ab Herbst 1946 Rechts- und Wirtschaftswissenschaften und wurde 1953 als Rechtsanwalt zugelassen. Er war anschließend als Hauptamtlicher Geschäftsführer der CDU-Fraktion im Rheinland-Pfälzischen Landtag tätig. 1956 wechselte er in den rheinland-pfälzischen Verwaltungsdienst und wurde 1957 zum Regierungsrat ernannt.
Von 1958 bis zu seinem Tode 1967 war er Landrat des Kreises Saarburg.

## Partei
Reinholz trat in die CDU ein, schloss sich der Jungen Union (JU) an und war von 1951 bis 1955 stellvertretender Landesvorsitzender der JU Rheinland-Pfalz. 1966 wurde er zum stellvertretenden Vorsitzenden des CDU-Bezirkes Trier gewählt.

## Abgeordneter
Reinholz gehörte dem Deutschen Bundestag als Nachfolger für den ausgeschiedenen Abgeordneten Heinrich Holkenbrink vom 24. Juli 1967 bis zu seinem Tode an. Er kam über die Landesliste Rheinland-Pfalz ins Parlament.

## Ehrungen
- Hermann-Reinholz-Straße in Konz

| Personendaten    | Personendaten                                    |
| ---------------- | ------------------------------------------------ |
| NAME             | Reinholz, Hermann                                |
| ALTERNATIVNAMEN  | Reinholz, Hermann Alexander (vollständiger Name) |
| KURZBESCHREIBUNG | deutscher Jurist und Politiker (CDU), MdB        |
| GEBURTSDATUM     | 1. Mai 1924                                      |
| GEBURTSORT       | Egstedt                                          |
| STERBEDATUM      | 7. Oktober 1967                                  |
| STERBEORT        | Saarburg                                         |